# Alfred Grenander

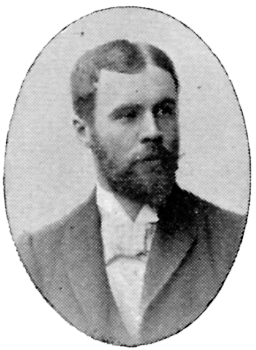
Alfred Grenander (vor 1902)

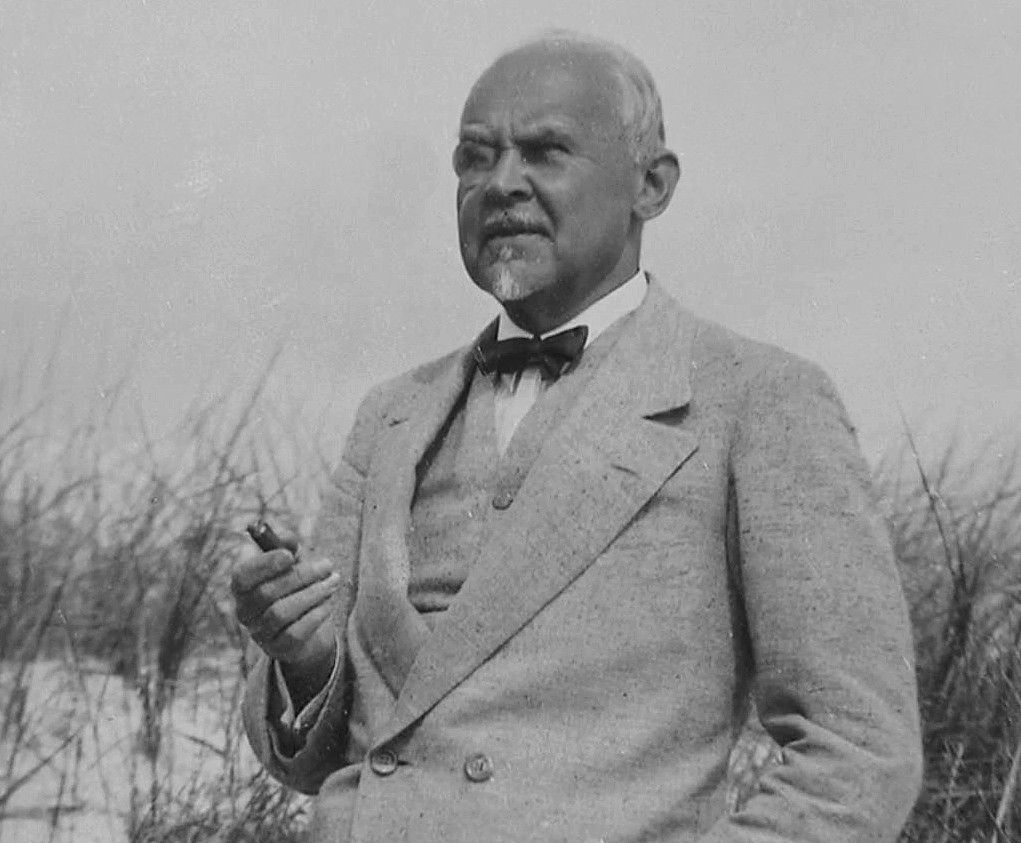
Grenander 1929 in Falsterbo

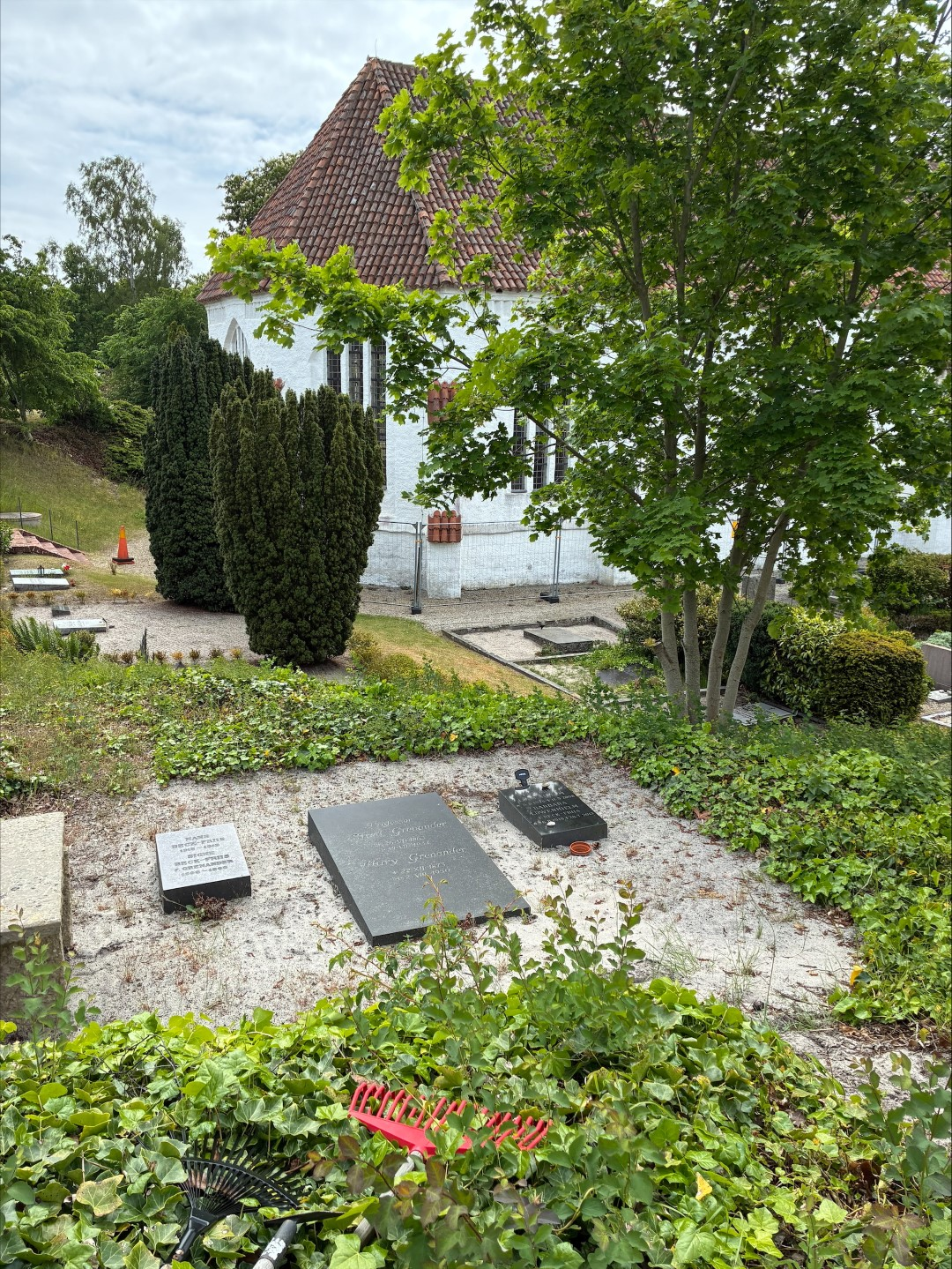
Grab in Falsterbo (2025)

Alfred Frederik Elias Grenander (* 26. Juni 1863 in Skövde, Schweden; † 14. Juli 1931 in Berlin) war ein schwedischer Architekt, der größtenteils in Berlin gewirkt hat. Grenander hatte entscheidenden Anteil an der Entwicklung Berlins zur Weltstadt und modernen Architekturmetropole ab 1900.

## Leben
Alfred Grenander verbrachte seine Jugend in Stockholm und nahm dort 1881 ein Studium der Architektur am Polytechnikum Stockholm auf. 1885 wechselte er an die Technische Hochschule Charlottenburg und studierte dort unter anderem bei Johann Eduard Jacobsthal. Nach Abschluss seines Studiums im Jahr 1890 arbeitete er im Reichstagsbaubüro bei Paul Wallot. Fortan war er auch an der Planung der 1902 eröffneten Berliner Hoch- und Untergrundbahn beteiligt.
Grenander arbeitete zunächst in den Architekturbüros von Alfred Messel, Wilhelm Martens und Paul Wallot. Danach machte er sich mit seinem Schwager Otto Spalding selbstständig; das gemeinsame Architekturbüro Spalding und Grenander bestand von 1896 bis 1903. Ab 1898 unterrichtete er an der Fachklasse für architektonisches Zeichnen an der Unterrichtsanstalt des Kunstgewerbemuseums Berlin. 1901 wurde er dort zum Professor berufen und unterrichtete von 1924 bis zu seinem Tod an den Vereinigten Staatsschulen für freie und angewandte Kunst in Berlin-Charlottenburg. Grenanders architektonisches Vermächtnis ist seine Gestaltung von etwa 70 Bahnhöfen der Hoch- und Untergrundbahn in Berlin. Anfänglich orientierte sich Grenander am Jugendstil, von 1902 bis 1931 bevorzugte er den Stil der Moderne.
Am 14. Juli 1931 starb Alfred Grenander nach längerer Erkrankung kurz nach Vollendung seines 68. Lebensjahres in Berlin. Die Einäscherung erfolgte im Krematorium Wilmersdorf, wo am 17. Juli eine Trauerfeier stattfand. Die Urne wurde wenige Tage später nach Skanör-Falsterbo südlich von Malmö überführt. Sein Grab befindet sich noch heute direkt an der Kirche von Falsterbo, zusammen mit seiner Frau Mary Juliana Grenander geb. Åwall (1873–1950 – Hochzeit 1897), ihrer Tochter Signe Beck-Friis geb. Grenander (1898–1960) und deren Kindern Hans Beck-Friis (1918–1919) und Barbara Löwenhielm geb. Beck-Friis (1919–2013).

## Hauptwerk: Gestaltung der Berliner U-Bahn
Grenander wurde bereits bei der Eröffnung der Berliner U-Bahn im Jahr 1902 von der Hochbahngesellschaft als Architekt angeworben. Bis 1931 gestaltete er einen Großteil der Berliner U-Bahnhöfe, die auch heute noch weitgehend im Originalzustand bzw. im angenäherten Zustand nach zwischenzeitlichen Sanierungen erhalten sind. Grenander entwarf jedoch nicht nur U-Bahnhöfe, er war auch an der Gestaltung von U-Bahnwagen beteiligt.
In seinen Werken vor dem Ersten Weltkrieg sind häufig Jugendstileinflüsse (Verzierungen der Hochbahnviadukte) oder neoklassizistische Elemente (U-Bahnhof Wittenbergplatz) erkennbar. Die Gestaltung des U-Bahnhofs Wittenbergplatz aus dem Jahr 1913 gilt als sein Hauptwerk. Anfang der 1920er Jahre konnte er als Sparmaßnahme nur verputzte Wandflächen einsetzen, wie auf dem Mittelabschnitt der heutigen U6. In seinen letzten Jahren ab Mitte der 1920er-Jahre entwickelte er eine relativ sachliche Formensprache. Wesentliche Elemente seiner Entwürfe sind große, farbig gebrannte Wandfliesen und teilweise sichtbare schwere, genietete Stahlstützen oder auch mit Baukeramik verkleidete Stützen.
Ein weiteres beeindruckendes Bauwerk wurde 1926 mit dem U-Bahnhof Hermannplatz für die Kreuzung der heutigen U-Bahn-Linien U7 und U8 samt direktem Zugang zum Karstadt-Warenhaus geschaffen. Am Alexanderplatz entstand in zwei Phasen 1913 und dann 1926 bis 1930 sein größter U-Bahnhof mit drei kreuzenden Ebenen und Verteilergeschoss, entworfen als lebhaftes „grandioses Verkehrstheater“ mit verschachtelten Treppen, Räumen und Sichtbeziehungen.
Grenander entwickelt das Prinzip der Kennfarbe, bei dem sich jede Station durch eine Farbe deutlich von den jeweils davor beziehungsweise dahinter liegenden Bahnhöfen unterscheidet. Mit der Kennfarbe können sowohl Fliesen als auch Stützen und Schilderumrahmung verziert sein. Dieses Kennfarben-Prinzip lässt sich heute noch teilweise auf den Berliner U-Bahn-Linien U2, U5, U6 und U8 erkennen. Es kam auch unter seinen Nachfolgern im U-Bahnbau noch bis in die 1980er Jahre zur Anwendung.

Beispiele für Grenanders Wirken bei der U-Bahn Berlin
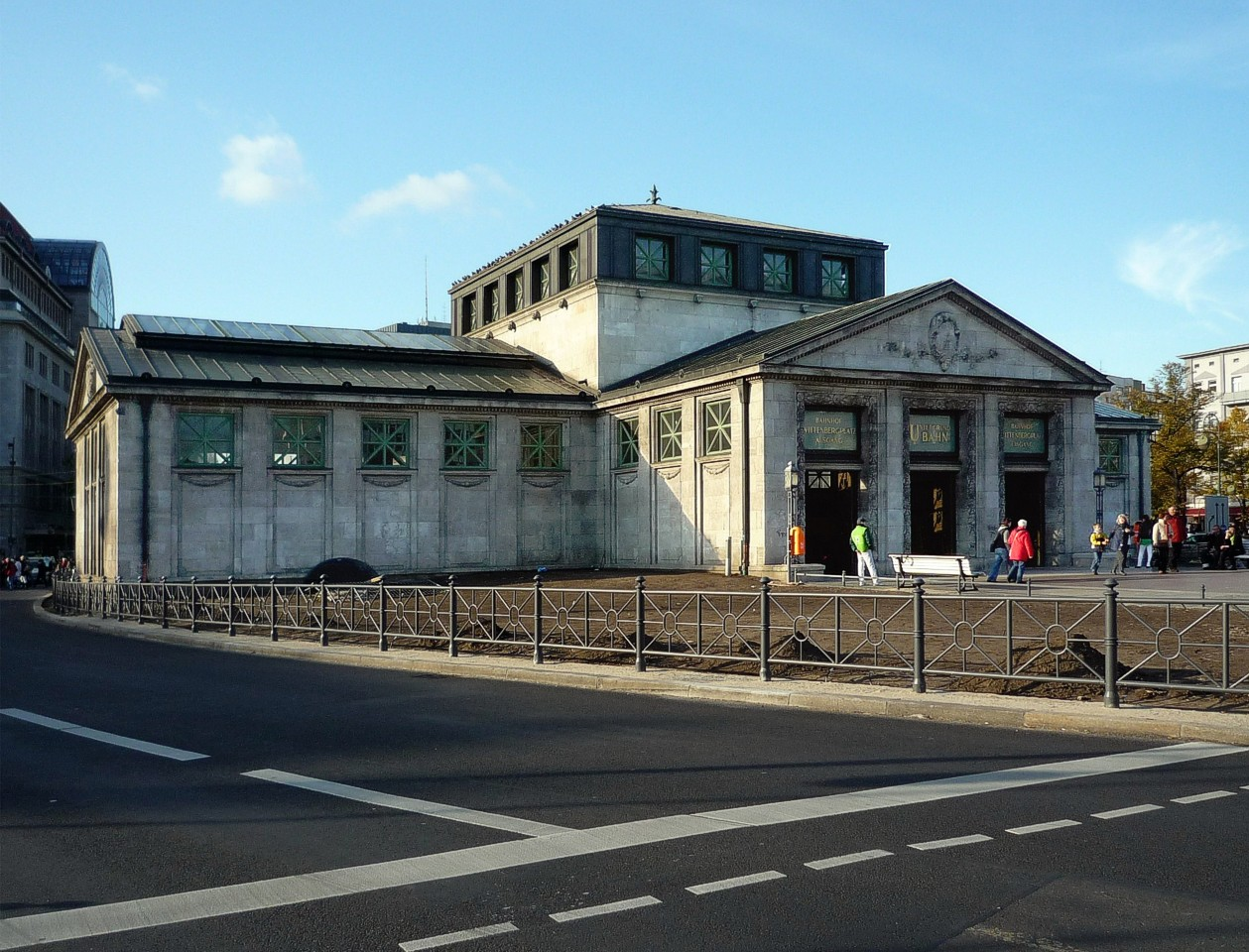
U-Bahnhof Wittenbergplatz (1913)
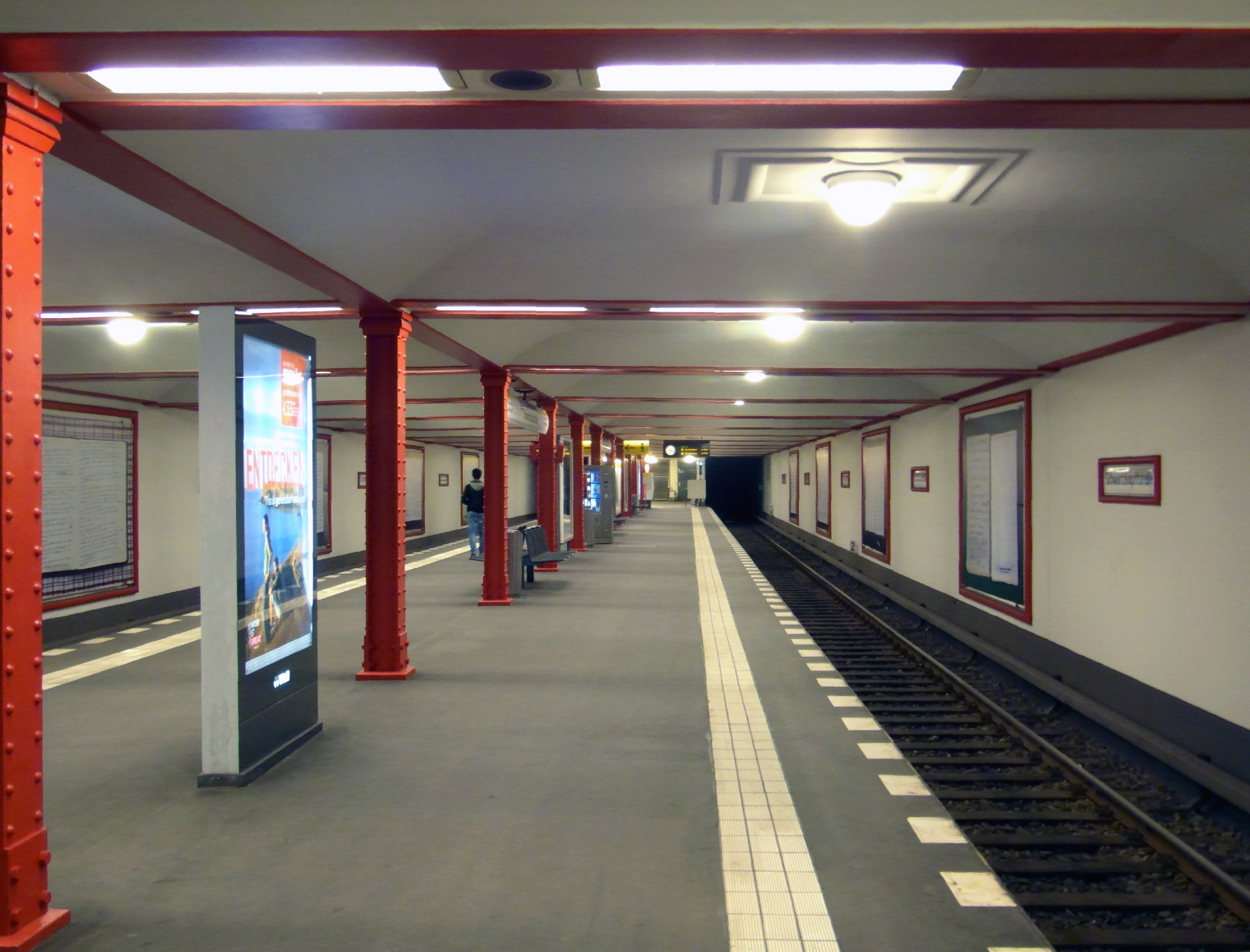
U-Bahnhof Schwartzkopffstraße (1923) im Mittelabschnitt der U6
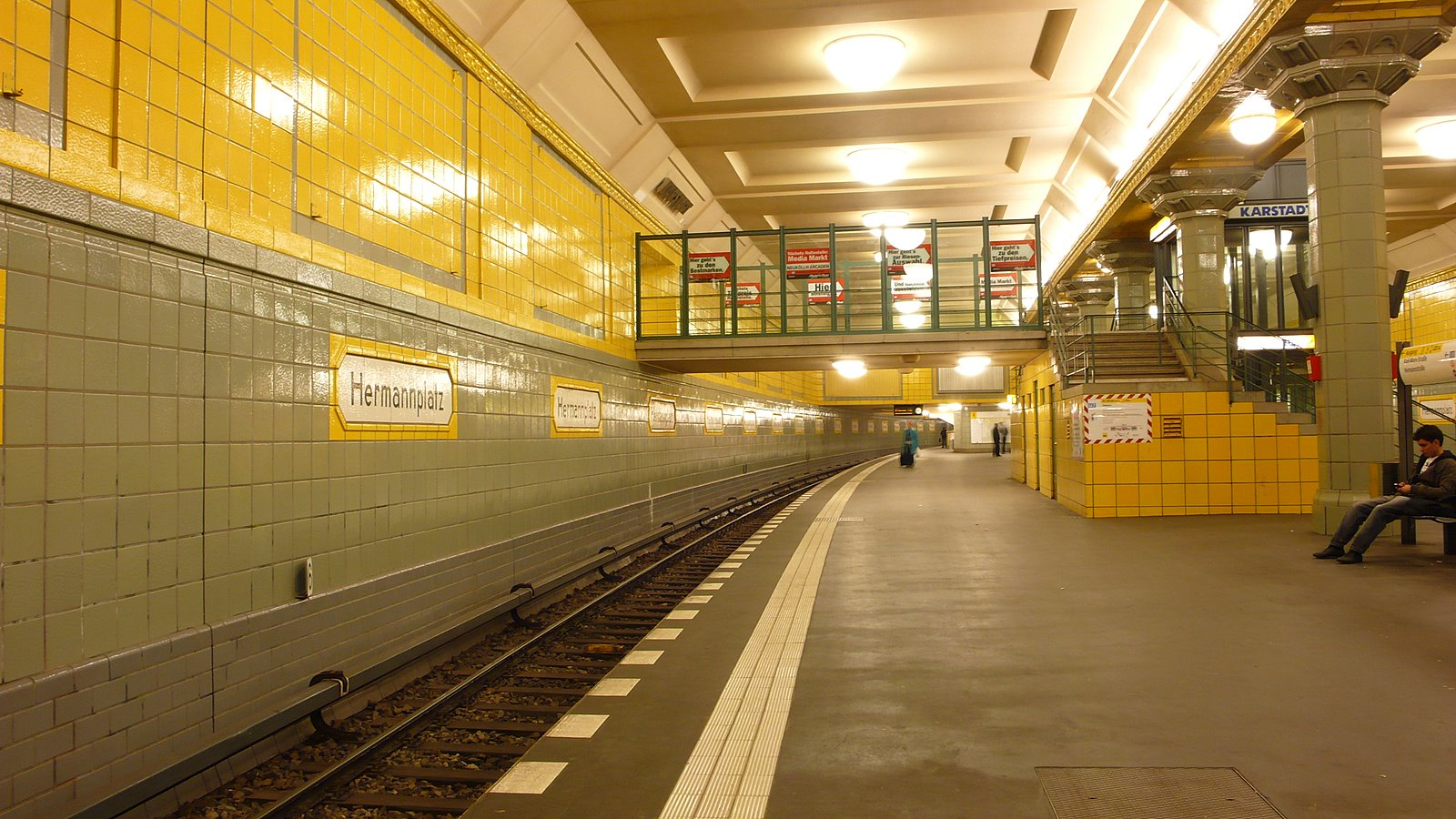
U-Bahnhof Hermannplatz mit direktem Übergang zum Karstadt-Warenhaus, heute U7 (1926)
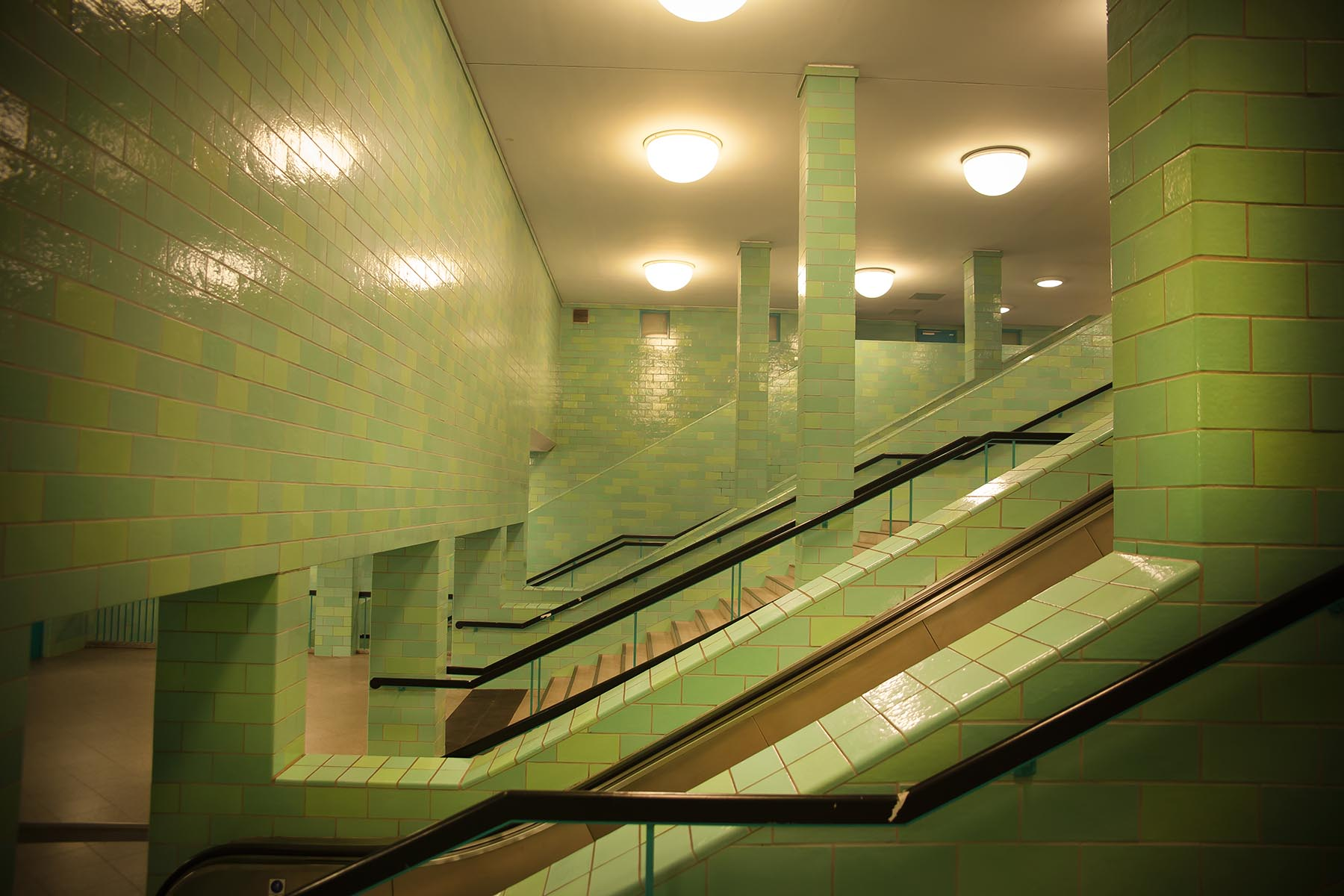
„Verkehrstheater“ U-Bahnhof Alexanderplatz der U5 und U8 (1926–1930)
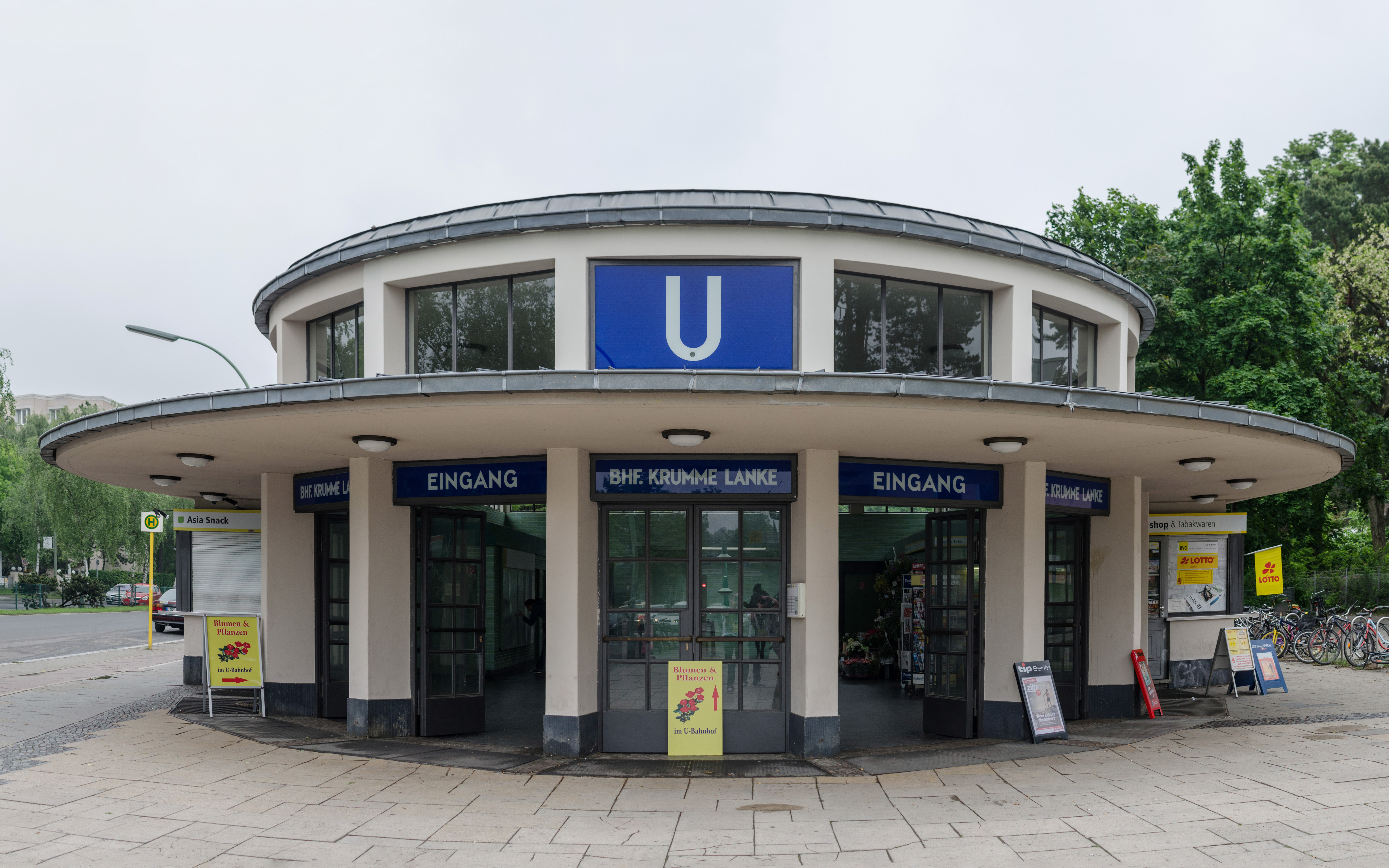
Eingangsgebäude des U-Bahnhofes Krumme Lanke (1929)
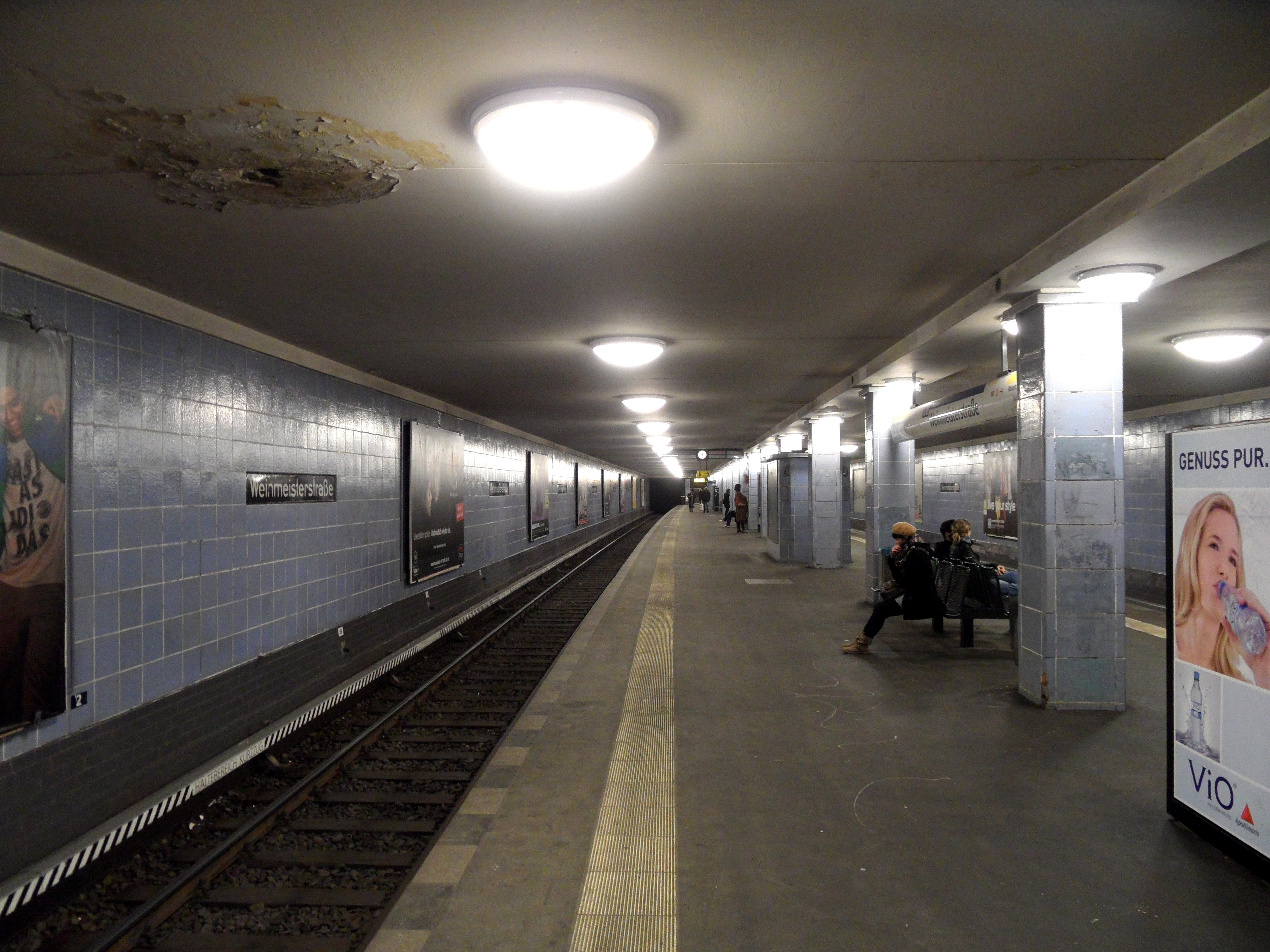
U-Bahnhof Weinmeisterstraße, U8, (1930). Grenanders Prinzip der „Kennfarbe“ ist hier gut erkennbar
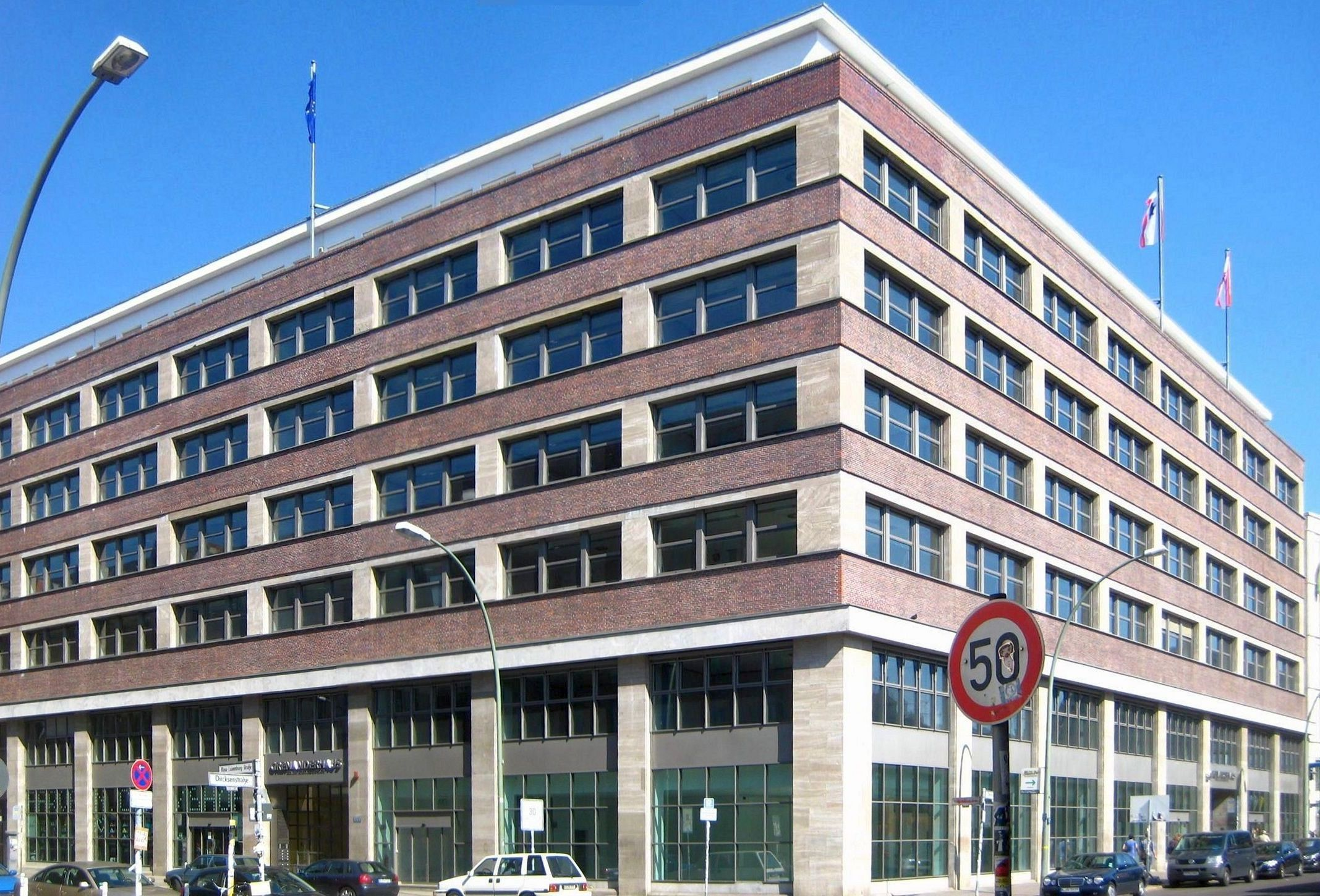
Das Grenanderhaus in Berlin-Mitte. Das Bürogebäude entstand 1928–1930 nach Entwürfen von Alfred Grenander als Verwaltungsbau für die Berliner Verkehrsbetriebe.  (Grenanderhaus)

## Weitere Arbeiten

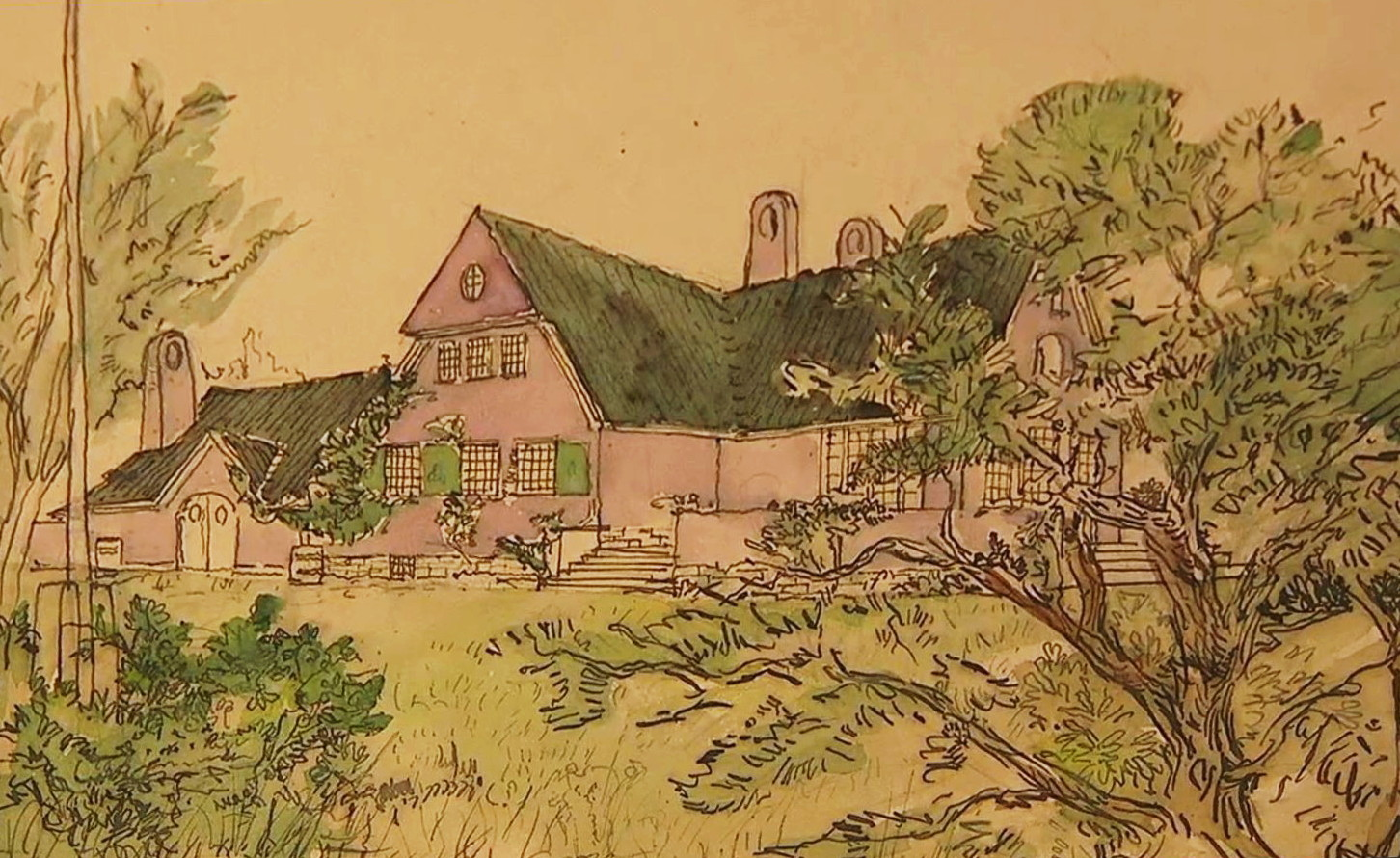
Rückzugsort im schwedischen Falsterbo nahe der Küstenstadt Malmö: Villa Tångvallen, in der Grenander auch Josef Frank beherbergte.

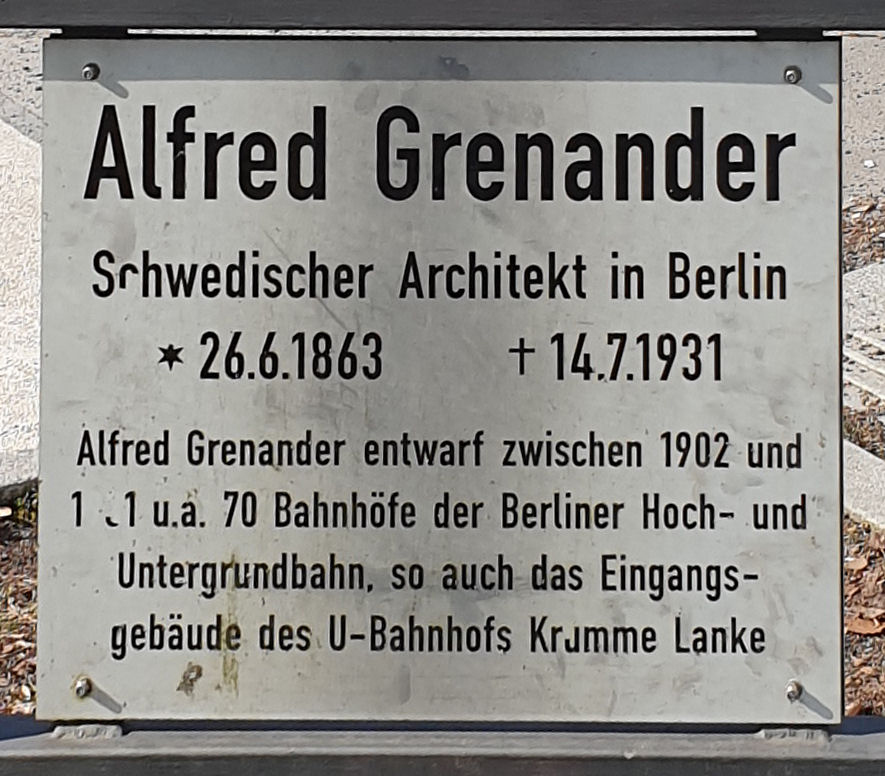
Gedenktafel, Alfred-Grenander-Platz, in Berlin-Zehlendorf

Nach Gründung des Architektenbüros Spalding & Grenander waren Grenanders erste eigene Arbeiten einige bemerkenswerte Villen und Landhäuser wie das von 1894 bis 1895 errichtete Wohnhaus in der Potsdamer Straße 22a in Berlin-Lichterfelde (zusammen mit Spalding). Später gestaltete Grenander auch Gebäude der Knorr-Bremse AG an den beiden Standorten in der Nähe des Ostkreuzes (Neue Bahnhofstraße und Hirschberger Straße) und der Ludwig Loewe & Co. in Moabit (1908 und 1916). Auch Brücken wurden von ihm entworfen, wie die Gotzkowskybrücke in Moabit (1911) und die Schönfließer Brücke. In den Jahren 1906 und 1907 ließ Grenander sich ein englisches Land- beziehungsweise Sommerhaus, die Villa Tångvallen, im Stile der Arts-and-Crafts- und Jugendstil-Bewegung, in Falsterbo bauen. Darüber hinaus baute er in dem südschwedischen Küstenort die Villen Solglimt für seine Schwiegermutter Karoline Åwall und das sogenannte Wertheimshuset für die Familie Ipsen. Als Möbeldesigner betätigte er sich für die Weltausstellung 1904, als er ein Wohnzimmer-Ensemble im Jugendstil entwarf. Weitere Möbel entwarf er für den KPM-Ausstellungsraum auf der Kunstgewerbeausstellung in Dresden 1906 sowie für seine Privatvilla in Südschweden. In Neu-Kladow gestaltet er das Interieur des dortigen Gutshauses.
1910/11 baute er in Potsdam-Babelsberg für den Kaufhausbesitzer Paul Herpich die heute noch bestehende Villa Herpich. Diese ist heute als Stalin-Villa bekannt, da dort im Jahr 1945 während der Potsdamer Konferenz Josef Stalin residierte. In Alt-Schmöckwitz baute er 1920 ein ehemaliges Gehöft, das Landhaus Reich, zur Landhausanlage mit Rundbogenmauer um. 1920 bis 1922 wurde die von Grenander entworfene Schwedische Kirche in Berlin erbaut, 1923 bis 1923 folgte der Schwedische Friedhof auf dem Südwestkirchhof Stahnsdorf. Er entwarf das Verwaltungsgebäude der Berliner Verkehrsbetriebe BVG an der Ecke Rosa-Luxemburg-Straße 2 und Dircksenstraße im Bezirk Mitte. Das zwischen 1928 und 1930 erbaute 6½-stöckige Gebäude steht unter Denkmalschutz und trägt seinen Namen (Grenanderhaus).

## Gedenken
Das Deutsche Technikmuseum zeigte von November 2006 bis August 2007 eine Sonderausstellung zum Gesamtwerk von Alfred Grenander. Diese Ausstellung zog anschließend nach Stockholm um, wo sie bis zum 6. Januar 2008 im dortigen Architekturmuseum zu sehen war.
Am 6. Juni 2009 erhielt der bislang namenlose Platz vor dem Eingangsbereich des von ihm entworfenen U-Bahnhofs Krumme Lanke den Namen Alfred-Grenander-Platz. Das von ihm gebaute, denkmalgeschützte ehemalige Verwaltungsgebäude der BVG in der Rosa-Luxemburg-Straße 2, Ecke Dircksenstraße 35 trägt heute den Namen Grenander-Haus.
Anlässlich seines 150. Geburtstages würdigte ihn die BVG mit einem „Grenanderjahr“ und errichtete in der Ladenpassage des U-Bahnhofs Alexanderplatz eine „Grenander-Erinnerungs-Stele“.

## Belege
1. ↑  Bernhard Schulz: Gestaltung und Technik gehören zusammen. In: Der Tagesspiegel. 16. November 2006 (tagesspiegel.de).
2. ↑  Michael Bienert: Baustelle mit Durchgangsverkehr. In: Text der Stadt. Abgerufen am 18. Februar 2021.
3. ↑  archINFORM: Verwaltungsgebäude und Umformwerk der BVG. Besuch im Januar 2025
4. 1 2 3  Ein Schwede in Berlin: Das Oeuvre Alfred Grenanders im Kontext der Berliner Architekturgeschichte (1892–1930). Institut für Kunstwissenschaft und Historische Urbanistik, abgerufen am 9. September 2019.
5. ↑  Aris Fioretos, Alfred Grenander, Deutsches Technikmuseum: Berlin über und unter der Erde Alfred Grenander, die U-Bahn und die Kultur der Metropole. [erschien zur Ausstellung „Berlin über und unter der Erde. Das Werk von Alfred Grenander“ im Deutschen Technikmuseum Berlin, 15. November 2006 bis 29. April 2007]. Rasch Druckerei und Verlag, gewerk, Berlin 2006, ISBN 3-89479-344-9, S. 81 (google.com [abgerufen am 1. Oktober 2021]).
6. ↑  Knorr-Bremse A.-G., Berlin-Lichtenberg, Verwaltungsgebäude und Fabrik in der Bahnhofstraße, erbaut vom Architekten Alfred Grenander in Berlin, 1913–1916. In: Zeitschrift für Bauwesen (Hochbauteil). Nr. 10, 1924, S. 77–102 (zlb.de).
7. ↑  Axel Mauruszat: Alfred Grenander: Schönfließer Brücke. In: U-Bahn-Archiv. Abgerufen am 20. Februar 2011.
8. ↑  Arkitekten Grenaders exklusiva prylar säljs – Kvällsposten. Abgerufen am 9. September 2019 (schwedisch).
9. ↑  Alexander Vickhoff: Stjärnarkitektens lyxhus i Falserbo förfaller. Abgerufen am 9. September 2019 (schwedisch).
10. ↑  Alfred Grenander. In: Das Berliner U-Bahn-Archiv. Abgerufen am 9. September 2019.
11. ↑  En vandring genom tid och rum. Abgerufen am 9. September 2019.
12. ↑  Skanörgårdarnas historia skriven. Abgerufen am 9. September 2019.
13. ↑  Louise Voll Ercolino: Han byggde tunnelbanan i Berlin. Trelleborgs Allehanda, 13. Dezember 2007, abgerufen am 9. September 2019 (schwedisch).
14. ↑  Ingemar H. Johansson: Wertheims och Anna Ipsen. (PDF) Kulturföreningen Calluna – Då och Nu på Ljungen, Dezember 2008, abgerufen am 9. September 2019 (schwedisch).
15. ↑  Dieses Wohnzimmer ist ein echter Schatz. Abgerufen am 9. September 2019.
16. ↑  Alfred Grenander, Möbelensemble für die Weltausstellung von St. Louis, 1904. Ernst von Siemens Kunststiftung, abgerufen am 9. September 2019.
17. ↑  Jürgen Wetzel: Berlin in Geschichte und Gegenwart. In: Landesarchiv Berlin (Hrsg.): Jahrbuch des Landesarchivs Berlin. Gebr. Mann, Berlin 2003, S. 45 (google.de).
18. ↑  En doldis i världsklass bjuder på internationellt intresse när Helsingborgs Auktionsverk har auktion. 27. April 2014, ehemals im Original (nicht mehr online verfügbar); abgerufen am 9. September 2019 (schwedisch). (Seite nicht mehr abrufbar. Suche in Webarchiven)
19. ↑  Gutspark Neukladow. 11. Juni 2019, abgerufen am 9. September 2019.
20. ↑  Katrin Lange: Die Rückkehr der Künstler. 7. März 2012, abgerufen am 9. September 2019 (deutsch).
21. ↑  Irmgard Wirth: Grenander, Alfred Frederik Elias. In: Neue Deutsche Biographie (NDB). Band 7, Duncker & Humblot, Berlin 1966, ISBN 3-428-00188-5, S. 46 f. (Digitalisat).
22. 1 2  Martin Klesmann: Wo Stalin residierte, arbeitete später Lothar Bisky. Der sowjetische Diktator wohnte während der Potsdamer Konferenz 1945 in der Villa Herpich. In: Berliner Zeitung. 18. Juli 2005 (berliner-zeitung.de).
23. ↑  Liste, Karte, Datenbank / Landesdenkmalamt Berlin. Archiviert vom Original (nicht mehr online verfügbar) am 26. März 2016; abgerufen am 9. September 2019.
24. ↑  Arkitekturmuseet: Berlin under och över jorden. Archiviert vom Original (nicht mehr online verfügbar); abgerufen am 5. September 2018.
25. ↑  Berlin bekommt einen Alfred-Grenander-Platz. BahnInfo Berlin.
26. ↑  Denkmale in Berlin – BVB-Verwaltung. (Memento vom 20. Februar 2014 im Internet Archive) In: Denkmaldatenbank Berlin, abgerufen am 19. Juli 2013.
27. ↑  Grenander-Haus. In: archINFORM; abgerufen am 19. Juli 2012.
28. ↑  Eintrag zu Alfred Grenander (Obj.-Dok.-Nr. 09080066) in der Berliner Landesdenkmalliste mit weiteren Informationen
29. ↑  Kurzmeldungen – U-Bahn. In: Berliner Verkehrsblätter. Nr. 10, 2013, S. 198.

| Personendaten    | Personendaten                                         |
| ---------------- | ----------------------------------------------------- |
| NAME             | Grenander, Alfred                                     |
| ALTERNATIVNAMEN  | Grenander, Alfred Frederik Elias (vollständiger Name) |
| KURZBESCHREIBUNG | schwedischer Architekt                                |
| GEBURTSDATUM     | 26. Juni 1863                                         |
| GEBURTSORT       | Skövde, Schweden                                      |
| STERBEDATUM      | 14. Juli 1931                                         |
| STERBEORT        | Berlin                                                |